# 레나타 마우에르
레나타 마우고자타 마우에르루잔스카(폴란드어: Renata Małgorzata Mauer-Różańska, 1969년 4월 23일~)는 폴란드의 사격 선수이다. 주 종목은 소총으로 1996년 하계 올림픽에서 여자 10m 공기소총 부문 금메달과 여자 50m 소총 3자세 부문 동메달을 획득했고 2000년 하계 올림픽에서 여자 50m 소총 3자세 부문 금메달을 획득했다.

## 수상
- 폴란드 올해의 스포츠인: 1996
- 기사십자 폴란드 재건국 훈장: 1996
- 장교십자 폴란드 재건국 훈장: 2000